# Sewell
Sewell, a 65 km de Rancagua, cidade mais próxima,  é uma aldeia mineira e localiza-se na província de Cachapoal, na região de O'Higgins, no Chile, a uma altitude entre 2000 e 2500  metros.
Foi fundada pela Braden Copper Company em 1904 para a extração de cobre, na mina de El Teniente, considerada, na época, a maior mina de cobre do mundo.  Em 1918 já albergava 15.000 pessoas. Em 1977 a Braden Copper Co. começou a mover as famílias que habitavam em Sewell para o vale e pouco tempo depois o campo estava desmantelado, apesar das atividades na mina continuarem até os dias de hoje.
Sewell tornou-se Monumento Nacional em 1998 e a UNESCO designou-a Patrimônio Mundial da Humanidade em 2006. Desde então, a CODELCO, estatal chilena, responsável pela exploração em El Teniente, tem desenvolvido planos de ação para restaurar a pequena cidade e incrementar o turismo. É possível visitar Sewell, mas por se tratar de um local dentro da área de mineração só é possível a visitação guiada.
As características da pequena cidade que mais chamam a atenção são: sua localização e implantação – a uma altitude média de 2.200 m em uma encosta íngreme do Cerro Negro, a sua urbanização foi feita em torno de uma escada central por onde se fazem as comunicações entre as diferentes edificações. Entre as edificações de moradia, também, havia escola, hospital, igreja, teatro e boliche.
No site criado especialmente criado para divulgação da história deSewell é possível encontrar as informações das agências de turismo responsáveis pelasvisitas – www.sewell.cl.